# Aparammoecius sabhae
Aparammoecius sabhae är en skalbaggsart som beskrevs av Zdzisława Stebnicka 1990. Aparammoecius sabhae ingår i släktet Aparammoecius och familjen Aphodiidae. Inga underarter finns listade i Catalogue of Life.